# Jacopo Fabris
Jacopo Fabris (1689 i Venedig – 16. december 1761 i København) var en italiensk teatermaler og teatertekniker bl.a. virksom i Danmark

## Tidlig karriere
Han var født i Venedig, muligvis af tyske forældre. Fabris søgte arbejde i udlandet, hvilket var typisk for datidens teatermalere. 1719-21 var han hofmaler i Karlsruhe hos markgreve Carl Vilhelm af Baden-Durlach, og 1724 fik han det vigtige embede som teatermaler ved den berømte opera Opernhaus am Gänsemarkt i Hamborg, hvor han i de seks år (til 1730), han virkede her, fik opbygget et godt navn på sit fagområde.
Efter en tid at have virket i Mannheim (måske hos Alessandro Galli-Bibiena) og London, hvor han samarbejdede med Georg Friedrich Händel, blev den nu efterhånden kendte kunstner Fabris 1742 ansat som teatermaler hos Frederik den Store i Berlin, hvor han både var med til at indrette Georg Wenzeslaus von Knobelsdorffs nye operahus på Unter den Linden, til hvilket han også malede dekorationer, og et mindre teater på slottet.

## I Danmark
1747 bosatte Fabris sig i København, hvor teaterlivet så en opblomstring efter Frederik V's tronbestigelse. I København fik han straks til opgave at indrette tre operascener: En scene for de italienske operister på Charlottenborg, et interimistisk teater for de danske aktører i "Tjærehuset" og endelig Komediehuset (Det Kongelige Teater) på Kongens Nytorv. I alle tre tilfælde malede han dekorationer i en festlig barokstil, der vidner om påvirkning fra Alessandro Galli-Bibiena. 

## Prospektmaler
Jacopo Fabris var også "Perspektivskildrer"; altså maler af prospekter. 1750-51 dekorerede han således havesalen på Fredensborg Slot med ideallandskaber, og denne serie er hans mest kendte bevarede værk. På Frederiksberg Slot malede han tilsvarende billeder, og på Bregentved findes der ligeledes malerier fra hans hånd. 21. februar 1748 bevilgede kongen "af særdeles Clemence dend udi Vores Tienste antagne Perspektiv Mahler Jacob Fabris" 400 rigsdaler i årlig løn. 1750 blev han kancelliråd.
Han fik, som en af de første kunstnere, bolig på Charlottenborg. Instruktionens formålserklæring og en dekorationstegning af den unge C.F. Harsdorff, der er stærkt præget af hans stil, tyder på, at Fabris tillige har oplært elever. 
Han var gift 1. gang med en ukendt dame. Gift 2. gang med Susanna Jeffreys fra England (ca. 1703 - begravet 24. oktober 1786). Hans hustru fik som enke en ikke ubetydelig pension af kongen. 
Fabris er begravet på Trinitatis Kirkes kirkegård.

## Værker
Rumudsmykninger i Danmark:
- Væg- og dørstykker med venezianske prospekter, spisesalen, Württembergske Palæ (nu Erhvervs- og Vækstministeriet), Slotsholmsgade 10 (ca. 1750)
- Prospekter, Havesalen, Fredensborg Slot (1750-51)
- Spiseværelse, Moltkes Palæ, Amalienborg (1755, nedtaget efter 1778)
- Plafondmaleri i vestibulen sammesteds (1755, nedtaget efter 1778)
- Dørstykker i Levetzaus Palæ sammesteds (tilskrevet)
- Dørstykker på Bregentved, på Frederiksberg Slot og Prinsens Palæ

Malerier:
- Prospekt af Christiansborg og Marmorbroen (Københavns Museum)
- Piazza Navona (Statens Museum for Kunst, deponeret på Fredensborg Slot)
- Markuspladsen, Venedig (tidligere på Gavnø)
- Canale Grande, Venedig (Ledreborg)
- Dogepaladset, Venedig (Marienlyst Slot)
- Sansovinos Bibliotek, Venedig (Marienlyst Slot)
- En buegang, arkitektonisk fantasi (Statens Museum for Kunst)
- Et fængsel, arkitektonisk fantasi (Teatermuseet i Hofteatret)

Tegninger m.v.:
- Dekorations- og scenetegninger (Den Kongelige Kobberstiksamling)
- Kobberstukne scenebilleder i trykte operatekstbøger (Det Kongelige Bibliotek)
- Jersbeks have i Holsten, prospekt (kobberstik, Det Kongelige Bibliotek)

Skriftlige arbejder:
- Instruction oder Unterrichtung in den Geometrisch=Perspektivisch==und Architectischen Lectionen. Abgetheilet in Fünf Bücher...Das Vierte Handelt von der Theatralischen Architectur und Mechanique...Alles zum Unterricht der Jugend, 1760 (ms. i Det Kongelige Bibliotek, 4. del udgivet med indledning af Torben Krogh 1930, engelsk udgave, New York 1986)